# Bazilika San Frediano, Lucca
Bazilika San Frediano je eno najstarejših katoliških bogoslužnih prostorov v Lucci, v romanskem slogu in je na istoimenskem trgu. Procesija za sveti križ se iz te bazilike vije 13. septembra zvečer. Novembra 1957 jo je papež Pij XII. povzdignil v dostojanstvo manjše bazilike (Basilica minore).

## Zgodovina
Fridianus (Frediano) je bil irski škof v Lucci v prvi polovici 6. stoletja. Na tem mestu je dal zgraditi cerkev, posvečeno sv. Vincencu, mučeniku iz španske Zaragoze. Ko je bil Fridijan pokopan v tej cerkvi, se je cerkev preimenovala v sv. Frediana in Vincenca. Kmalu zatem je okrog te cerkve zrasla skupnost avguštinskih kanonikov. V langobardski dobi so cerkev in kanoničarsko hišo povečali. Leta 1104 je ta red priznal papež Pashal II. Priorju Fredianu je bil kasneje podeljen čin, ki je po dostojanstvu enak škofovemu.
Cerkev je dobila današnji videz tipične rimske bazilike v obdobju 1112-1147. V 13. do 14. stoletju je presenetljivo pročelje okrasil ogromen zlati mozaik iz 13. stoletja, ki predstavlja Kristusov vnebohod z apostoli spodaj. Berlinghiero Berlinghieri ga je zasnoval v bizantinskem / srednjeveškem slogu.
V 14.-16. stoletju je bilo dodanih več kapel plemstva. Te so razkošno okrašene s slikami.

## Primerjava
Arhitektura bazilike San Frediano dobro predstavlja značilnosti romanske Lucce pred vplivi bližnje Pise, zlasti buscheto stolnice in delavci iz severne Italije so spremenili njen tradicionalni značaj. Cerkev ima še vedno preprost tip zgodnjekrščanske bazilike, z gladkimi zavesnimi stenami, brez štrlin ali zapletenih spojev lokov, arhitekturni elementi pa so vsi rimsko izročilo, kot so arhitrav in stebri fasade in apside, okna niša, posebej izrezljani sestavljeni kapiteli. Te iste značilnosti najdemo - v še bolj čisti obliki - v bližnji cerkvi svetega Aleksandra, ki vključuje ostanke starejše stavbe, v kateri je vsak element, od poti, sorazmerne kakovosti sten, razporeditev nenavadnih materialov na gole korintske kapitele, so vse starorimske tradicije.

## Opis
V notranjosti je bazilika zgrajena iz bogato izrezljanega belega marmorja. Sestavljena je iz glavne in dveh stranskih ladij, podprtih s stebri z rimskimi in romanskimi kapiteli. Rimski kapiteli so reciklirani iz bližnjega rimskega amfiteatra.
Vrhunec na vhodu je ogromen romanski krstilnik iz 12. stoletja (Fonte Lustrale). Sestavljen je iz sklede, prekrite s tempiettom, ki leži na stebrih znotraj krožnega bazena. Gre za izdelavo mojstra Roberta (njegov podpis je na bazenu) in dveh neznanih mojstrov. Bazen je okrašen z Zgodbo o Mojzesu lombardskega kiparja. Mojster Roberto je naredil zadnji dve plošči Dobri pastir in Šest prerokov. Tempietto je izklesal toskanski mojster, in predstavlja mesece v letu in apostole.
Za tem krstilnikom, višje na steni, sta dve zastekljeni terakotni luneti iz 15. stoletja: Oznanjenje in Sv. Bartolomej, pripisani šoli Andrea della Robbia.
Obstaja še en krstilnik, še vedno v uporabi, ki ga je leta 1489 iz zakramentalnega oltarja izrezljal in priredil Matteo Civitali.
Na nasprotni fasadi so v izvrstno izrezljanem, pozlačenem koru iz 17. stoletja, orgle iz 16. stoletja.
Na desni strani je stranska kapela svete Zite (ok. 1212-1272), priljubljene svetnice v Lucci. Njeno nedotaknjeno mumificirano telo, ki leži na postelji iz brokata, je na ogled v steklenem svetišču. Na stenah kapele je več platen iz 16. in 17. stoletja, ki prikazujejo epizode iz njenega življenja.
Ostanki svetega Fredijana ležijo pod glavnim oltarjem iz 16. stoletja. Masivni kamniti monolit stoji levo od glavnega oltarja. Bil je verjetno ukraden iz amfiteatra v Lucci. Toda lokalna tradicija pravi, da ga je San Frediano čudežno prenesel v Lucco in ga uporabil kot predelo za prvi oltar.

## Kapele
V kapeli Trenta v levi stranski ladji je poliptih Devica in otrok, mojstrovina Jacopa della Quercia iz 15. stoletja, izklesana s pomočjo njegovega pomočnika Giovannija da Imole. Pod oltarjem je rimski sarkofag s telesom sv. Richarda Romarja, angleškega 'kralja' (iz Wessexa), ki je umrl v Lucci leta 722 med romanjem v Rim. Bil je oče svetnikov Willibalda, Winibalda in Walpurge. Na marmornatih tleh leži nagrobnik Lorenza Trente in njegove žene, prav tako iz rok Jacopa della Quercia.
Med številnimi kapelicami zagotovo izstopa kapela Križa. Vsebuje freske, ki jih je pred kratkim restavriral Amico Aspertini (1508-1509). Modri obok nam prikazuje Boga, obkroženega z angeli, preroki in sibilami. Nad oltarjem je anonimna slika iz 17. stoletja, ki predstavlja Volto Santo, sv. Avguštin in sv. Ubald. Na desni steni je freska svetega Frediana, ki skuša premakniti tok reke Serchio, medtem ko poskuša zaustaviti poplavo. Zraven je steber, ki je iz bližjega pogleda dejansko raven. Grafiti so narisani v umetniški tehniki trompe l'oeil, kar daje lažno perspektivo in iluzijo stebra. Na levi steni je freska Prevoz Volta Santa od pristanišča Luni do Lucce blaženega Giovannija, škofa v Lucci. Spredaj nagnjena babica v rdeči halji zagotovo ukrade predstavo. V tej kapeli so ohranjeni posmrtni ostanki tega škofa.
Kapela svete Ane je bila zgrajena v 16. stoletju, slike pa izvirajo iz 19. stoletja. Na levi strani oltarja je Smrt svete Ane B. Rocchija. Na sredini, nad oltarjem, Sveta Ana časti otroka Stefana Tofanellija. Na desni strani oltarja je Marijino rojstvo A. Cecchija.

## Galerija
- Glavna ladja
- Luneta z Oznanjenjem šole Della Robbia
- Barvna lesena skulptura Massea Civitali v kapeli Najsvetejšega
- Kapela sv. Avguština
- Kapela Marijinega oznanjenja, razstava relikvij San Cesario di Terracina